# ريكاردو غوميش
ريكاردو غوميز رايموندو (بالبرتغالية Ricardo Gomes Raymundo) الشهير باسم ريكاردو. ولد في (13 ديسمبر1964-ريو دي جانيرو) لاعب كرة قدم برازيلي معتزل كان يجيد اللعب في مركز قلب الدفاع ودرب نادي النصر السعودي في سنة 2017.

## مسيرته الكروية

### مسيرة ريكاردو غوميز مع الأندية
- إستهل مشواره الاحترافي مع نادي فلومينيسي البرازيلي ( 1982-1988م ) و حقق معه لقب الدوري البرازيلي 1984.

- في منتصف عام 1988م إنتقل إلى نادي بنفيكا البرتغالي حتى عام 1991م استطاع أن يحرز خلالها 17 هدف في 83 مباراة كقلب دفاع .
- لعب ضمن صفوف نادي باريس سان جيرمان الفرنسي ( 1991-1995م) و حقق معه 4 القاب من ضمنها لقب الدوري الفرنسي .

- عاد ريكاردو إلى نادي بنفيكا عام 1995م ولعب معه موسم واحد قبل أن يعلن اعتزاله المبكر عام 1996م .

### مسيرة ريكادو الدولية مع المنتخب البرازيلي
- في الفترة ما بين ( 1984-1994م ) مثل ريكارد منتخب بلاده في 45 مباراة .
- تم اختيارة لتمثيل منتخب بلاده في كأس أمريكا الجنوبية مرتين وقد حقق مع منتخب بلاده لقب نسخة 1989م بعد أربعين عام من الحرمان.[2]
- حقق مع منتخب بلاده الميدالية الفضية في الألعاب الأولمبية الصيفية 1988 .
- مثل منتخب بلاده في كأس العالم 1990[3]م وقد لعب جميع المباريات كأساسي وتم طرده في الدقيقة 85 في مباراة دورال16 التي خسرها أمام الارجنتين 1-0.
- تم إستدعاؤه في كأس العالم 1994م بصفته كابتن المنتخب البرازيلي و لكن تعرض لإصابة في الركبة حرمته من اللعب .

## مسيرته التدريبية[4]
- إبتدأ مسيرته التدريبية مع نادي باريس سان جيرمان (1996-1998م) .
- درب في البرازيل 6 أندية مختلفة منذ العام 1998م حتى 2004م ومن ضمنها نادي فلومينيسي وفلامنجو .
- تولى إدارة المنتخب البرازيلي الأولمبي (2002-2004م) .
- عاد إلى فرنسا مدربا لنادي جيروندان بوردو الفرنسي (2005-2007م) .
- ثم تولى تدريب نادي موناكو الفرنسي (2007-2009م) .
- عاد إلى موطنه مدربا لنادي ساو باولو البرازيلي (2009-2011م) ثم فاسكو دي جاما (2011-2012م) ثم نادي بيتافوغو ريتاغاس (2015-2016م).
- في عام 2017 تولى قيادة نادي النصر السعوي .

### إنجازاته[4]
| نادي باريس سان جيرمان الفرنسي   | كأس فرنسا 1998م، كأس رابطة دوري المحترفين 1998م   |
| نادي فيتوريا البرازيلي          | كأس دو نورديستي 1999م، كأس بيناتو البرازيلي 1999م |
| نادي بوردو الفرنسي              | كأس رابطة المحترفين الفرنسية 2006م                |
| نادي فاسكو دي جاما              | كأس البرازيل 2011م                                |
| نادي بيتافوغو ريتاغاس البرازيلي | الدوري البرازيلي (الدرجة الثانية) 2016م           |

## روابط خارجية
- ريكاردو غوميش على موقع الاتحاد الدولي (مؤرشف)  (الإنجليزية)
- ريكاردو غوميش على موقع قاعدة بيانات كرة القدم.إي يو (الإنجليزية)
- ريكاردو غوميش على موقع ليكيب (الفرنسية)
- ريكاردو غوميش على موقع ناشيونال فوتبول تيمز (الإنجليزية)
- ريكاردو غوميش على موقع Soccerway.com (الإنجليزية)
- ريكاردو غوميش على موقع عالم كرة القدم.نت (الإنجليزية)
- ريكاردو غوميش على موقع كووورة
- ريكاردو غوميش على موقع أوليمبيديا (الإنجليزية)